# Federación Obrera Regional Argentina

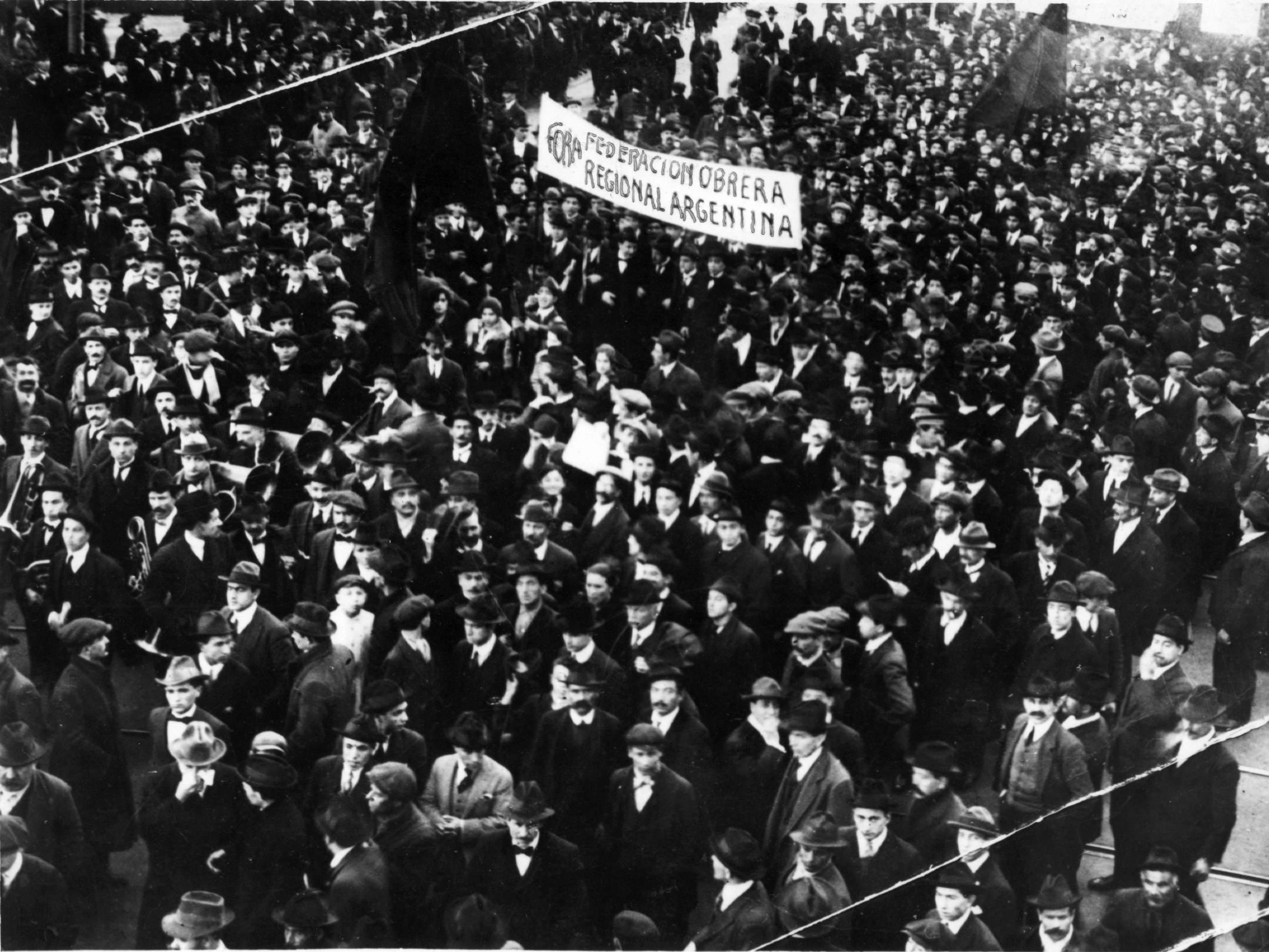
Manifestación de la FORA (ca. 1915)

La Federación Obrera Regional Argentina (FORA) fue una central sindical argentina fundada el 25 de mayo de 1901 con el nombre de Federación Obrera Argentina y denominándose FORA a partir de su cuarto congreso en agosto de 1904. Tuvo una destacada actuación hasta la década de 1920, cuando reunió en su seno a las principales corrientes sindicales de entonces: anarcocomunismo, socialismo, sindicalismo revolucionario y comunismo. 
En 1905 la FORA adhirió al comunismo anárquico, provocando el retiro de los sindicatos que no eran anarquistas, los que se agruparon en la UGT/CORA. En 1915, la FORA eliminó la adhesión al comunismo anárquico que llevó a la desafiliación de varios sindicatos anarquistas, creándose dos centrales:
- La FORA del V Congreso (anarquista)
- La FORA del IX Congreso (mayoría sindicalista y minorías socialista y comunista).

La FORA del IX Congreso (sindicalista) se autodisolvió en 1922 para formar la Unión Sindical Argentina (USA), que a su vez sería una de las fundadoras de la Confederación General del Trabajo (CGT) en 1930. Luego de 1922, la FORA del V Congreso, recuperó la exclusividad de la sigla "FORA". Fue perdiendo fuerza en los años siguientes, siendo la huelga de los obreros portuarios de 1956 (que duró seis meses) su última gran medida de fuerza de trascendencia nacional. Sin embargo, nunca fue disuelta y sigue existiendo hasta la actualidad, reducida a pequeños núcleos y sociedades de resistencia (oficios varios).

## Historia

### Antecedentes
A partir de 1885 las asociaciones gremiales argentinas además de sus características primigenias de sociedades de socorros mutuos comenzaron a plantearse la lucha por reivindicaciones económicas, la reducción de la jornada laboral y otras reivindicaciones laborales.
Al respecto, así se expresaba Antonio Pellicer Paraire, militante anarquista catalán con actividad en Buenos Aires:

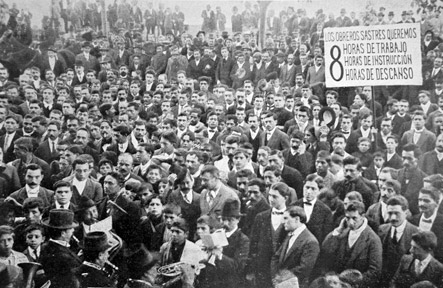
Manifestación obrera por la jornada laboral de 8 horas en Rosario.

La organización puede ser y es perfectamente dualista, dividida en dos ramas paralelas... Así, una rama de la organización obrera, que puede denominarse revolucionaria, la constituyen aquellos plenamente convencidos que trabajan rectamente por el triunfo del ideal; y otra rama, que puede llamarse económica, constituida por las masas obreras que pugnan por mejorar su condición, contrarrestando los abusos patronales, no bien convencidos aún de que, si los esfuerzos empleados por parciales mejoras se hicieran por la completa emancipación, con menos sacrificios y tiempo, esta se lograría.
La Protesta Humana, 17 de noviembre de 1900

### Fundación
El 25 de mayo de 1901, se reunieron en Buenos Aires cerca de 50 delegados representando a 35 sociedades obreras y celebraron el Congreso fundador de la Federación Obrera Argentina, como originalmente se llamará la FORA. Esta organización potenció a las sociedades obreras, organizándose las primeras huelgas generales y esbozándose progresivamente los lineamientos ideológicos que les serían característicos. La FORA, además de potenciar y cohesionar a los organismos federados aumentó los niveles de solidaridad entre los trabajadores que la integraban. Los movimientos esporádicos anteriores a 1901 se convirtieron en acciones sindicales mejor coordinadas y organizadas, declarándose las primeras huelgas generales.
Aunque la FORA estaba integrada en su mayoría de elementos anarquistas, también tenía una participación importante de militantes socialistas. Tal alianza, debido a la incompatibilidad de fines y métodos, no podría durar mucho tiempo. Los socialistas intentaron organizar la Federación mediante la creación de un Comité Federal ―formado por un delegado de cada sección con poder resolutivo― y un Comité Ejecutivo elegido en el Congreso. Sin embargo, triunfó finalmente la propuesta anarquista en que la Federación quedaba conformada a partir de un comité de relaciones, que funcionaba como intermediario entre las Sociedades federadas y sin poder resolutivo. El Partido Socialista pretendía una participación política en el Gobierno democrático, para lo cual era necesario el apoyo político de la Federación Obrera, y se hacía necesaria su burocratización y centralización, llevando adelante una lucha reformista de reclamos parciales y mejoras inmediatas; los anarquistas, que despreciaban la participación política, creían que la Federación era una organización en la que todos los trabajadores debían la misma participación, sin dirigentes con poder resolutivo, y considerando la lucha por reformas económicas como un medio para alcanzar la revolución social y el Comunismo Anárquico.

### Escisión de los socialistas (UGT)
Los socialistas se enfrentaron cada vez más a la dinámica de la FORA, ya que les impedía desarrollar su proyecto parlamentarista. La FOA pregonaba la acción directa frente a la representación política de los socialistas, debido al predominio de los militantes anarquistas en la federación. El grupo editor de La Organización, periódico fundado por los socialistas y que iba a ser reemplazado por La Organización Obrera por acuerdo del congreso de fundación de la FOA, se enfrentó duramente a la Federación, reclamando la creación de una organización obrera donde no tuviesen peso los anarquistas ni las tendencias obreras antipolíticas.
Desde La Organización Obrera, periódico de la Federación, se criticaba la ausencia de los socialistas del Consejo Federal desde noviembre de 1901. Pocos meses antes, una asamblea de 12 gremios socialistas había decidido continuar editando La Organización.
Durante los días 19 al 21 de abril de 1902, se realizó en Buenos Aires el II Congreso de la FOA, con 86 delegados representando a 49 sociedades obreras. La asamblea rechazó una invitación del Partido Socialista a suspender el acto del Primero de Mayo y sumarse al que estaban organizando, acordando que «Las sociedades adheridas al presente congreso, en el caso de no poder concurrir a la manifestación auspiciada por la FOA no concurrirán tampoco a otras que inicie cualquier otra agrupación». Durante el congreso los socialistas se retiraron llevándose con ellos 19 sociedades obreras; en total se retiraron del congreso 1780 socios, mientras que permanecieron 7630.
En 1902, los socialistas conformaron un Comité Socialista, rechazaron las resoluciones del II Congreso y el 7 de enero de 1903 concretaron la escisión definitiva, conformando la Unión General de Trabajadores.

### Crecimiento y represión gubernamental (1903-1905)
En noviembre de 1902 un conflicto con los obreros portuarios deriva en una huelga general (la primera de la historia argentina) y el triunfo del movimiento obrero. El movimiento huelguístico se incrementa, pero el Gobierno reacciona, reprimiendo, declarando el estado de sitio y sancionando la Ley de Residencia, mediante la cual se podría expulsar del país a los activistas extranjeros. La reacción gubernamental es tan drástica que muchos locales son cerrados y varios periódicos obreros clausurados.
Entre los días 6 y 8 de junio de 1903 la FOA celebró en Buenos Aires su III Congreso, asistiendo unos 80 delegados, pertenecientes a 42 sociedades obreras. Allí se acordaron medidas de lucha contra la Ley de Residencia, y se estableció que la FOA no elevará nunca petición alguna al Gobierno de turno. En cambio, se resalta la importancia de la huelga general como medio de lucha. En el congreso se aprobó una declaración que sostenía:

Hay que fomentar el espíritu de solidaridad y de acción, por cuanto de este dependerá siempre el éxito de todos los movimientos parciales, precursores del estallido general en cuya acción intervendrán fatalmente los medios revolucionarios. [...] La organización económica del proletariado puede considerarse como el principal paso dado en el camino de la emancipación del obrero. El socialismo obrero es una concepción amplísima de la que tiene forzosamente que estar excluida toda idea encarnadora de la acción legislativa y parlamentaria que reduce, circunscribe, mejor dicho, aquella concepción al estrecho espíritu de un partido.
Declaración del III Congreso de la FOA

En un informe interno de la Federación preparatorio para el IV Congreso, se detallan los conflictos en que había participado la organización durante 1903:

- Zapateros, 21 días de huelga; 15.000 obreros.
- Albañiles: 9.000 huelguistas; 36 días de paro, que terminaron con una transacción.
- Carpinteros: 4.500 huelguistas; 23 días; volvieron al trabajo con mejoras en el horario y el jornal.
- Obreros del puerto: 57 días de huelga; 6.000 hombres; sin éxito.
- Marineros y foguistas: 4.500 huelguistas; 57 días de paro; buen resultado.
- Conductores de carros: 8 días; triunfo completo; 12 mil huelguistas.
- Pintores: 45 días de resistencia; 3.500 hombres; éxito mediano.
- Mecánicos, varios movimientos, uno general triunfante; conquistan las 8 horas.
- Cocheros: varios movimientos. También fueron a movimientos huelguísticos los sombrereros, los fideeros, los panaderos, los escultores en madera, los biseladores, el arte textil y otros.

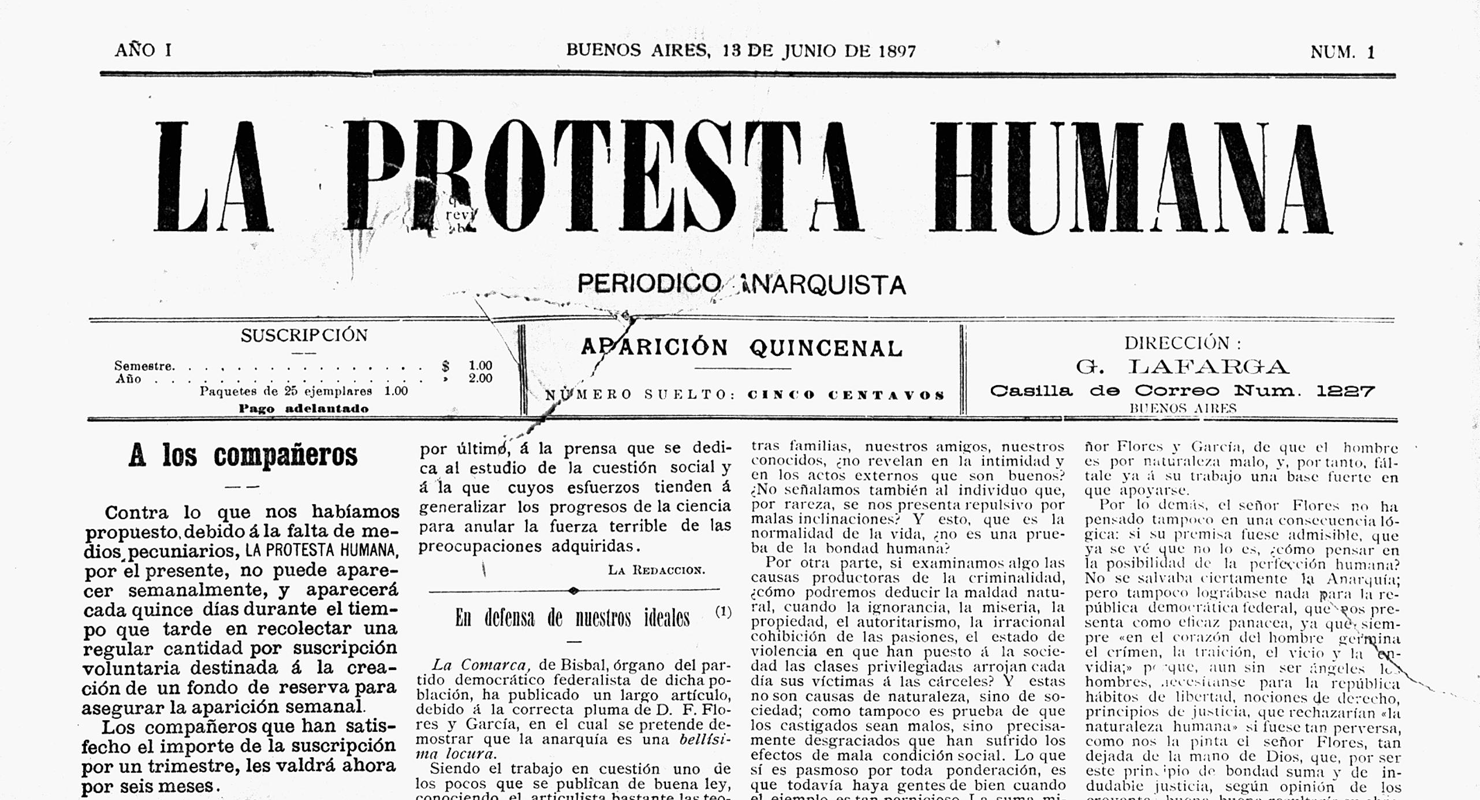
La Protesta Humana, el periódico anarquista más significativo de la época, se editaba diariamente. Era considerado el vocero no oficial de la FORA.

El 1 de mayo de 1904 la manifestación obrera de la FOA es atacada por la policía que dispara sobre la multitud, dejando un marinero muerto y una centena de heridos. Algunos manifestantes respondieron a tiros la agresión policial, causando algunas bajas a los uniformados.
Las huelgas y protestas recrudecieron, logrando avances importantes en la consecución de la jornada laboral de 8 horas y el incremento del salario.
Desde el 30 de julio al 2 de agosto se celebró el IV congreso de la FOA, aprobándose un “Pacto de Solidaridad” y un “Sistema de Organización”, que tendrán vigencia hasta la actualidad. Allí se delinearon los principios federalistas, internacionalistas (se cambia la denominación de FOA por FORA, agregando la palabra "Regional", que denotaba la solidaridad sin fronteras de las naciones) y la finalidad de la organización, que trascendía lo gremial para procurar una más completa emancipación del ser humano. Se crea una comisión para la difusión del antimilitarismo y un «fondo del soldado», destinado a ayudar a quienes deseen desertar del servicio militar obligatorio. Se estrechan lazos con el periódico La Protesta, que por ese entonces era editado diariamente, para que refleje mejor los puntos de vista de la Federación. Sobre el incremento de la maquinaria en los talleres y lugares de trabajo se aprueba la moción siguiente:

El congreso declara que cuanto más se desarrolle la maquinaria en todas las ramas de la producción, más posibilidades de bienestar se crean, por lo cual la Federación Obrera Argentina empleará todos sus esfuerzos a fin de que las máquinas dejen de ser monopolio exclusivo de una clase explotadora en perjuicio de la otra clase explotada, haciendo así que el progreso mecánico sea obra benéfica para la humanidad.
IV Congreso de la FOA

### Represión policial. Acercamientos con la UGT
El accionar represivo hacia los anarquistas y al movimiento obrero en general comenzó a acentuarse. En octubre de 1904 en Rosario una manifestación es tiroteada a mansalva por la policía, y el 21 de noviembre de 1904, una asamblea general de dependientes de comercio rosarinos es atacada por la policía, muriendo en el acto dos obreros y posteriormente otros más en los hospitales. Al día siguiente los panaderos declaran la huelga y la policía asesina a un huelguista de 19 años. La FORA declaró la huelga general, pero al día siguiente la policía atacó la procesión que llevaba el cadáver hasta el cementerio, y secuestró el cuerpo para llevarlo fuertemente custodiado al cementerio. La FORA manifestó a 500 metros del cementerio para protestar, pero la multitud fue rodeada por las fuerzas de seguridad que descargaron sus armas sobre la multitud, asesinando a 6 manifestantes, ente los que figuraba un niño de 10 años, y dejando unos 50 heridos. La huelga general de la FORA se extendió por tres días más, declarándose dos días más de huelga posteriormente. La medida afectó a casi todo el país, paralizando por completo algunas provincias.
Del 12 al 18 de agosto de 1905 se llevó a cabo el tercer congreso de la UGT, en el que la tendencia sindicalista se impuso por sobre la tendencia parlamentaria, reivindicando la huelga general como arma de lucha, declarando que el ámbito parlamentario y el partido solo servían para complementar la acción material realizada por el proletariado y la lucha económica de las organizaciones obreras. Este resurgir antipolítico inicia una aproximación entre la UGT y la FORA, y se hacen algunos planteos de fusión de ambas centrales. En este clima de acercamiento, previamente al congreso de los socialistas, la UGT y la FORA habían convocado conjuntamente al acto del Primero de Mayo, que fue reprimido por la policía, y haciendo también para un acto de protesta el 21 de mayo, del que participaron 40 000 obreros. La policía reprimió nuevamente este mitin en Plaza Lavalle de Buenos Aires, que terminó con la muerte de dos obreros.

### El V Congreso y el comunismo anárquico
La UGT propuso al V Congreso de la FORA firmar un pacto de solidaridad entre las organizaciones. Durante los días 26 y 30 de agosto, la FORA celebró su V Congreso, al que asistieron 100 sociedades obreras, 4 federaciones locales y 1 federación de oficio. En sus primera declaración, saludaba al “compañero Planas”, que había atentado fallidamente contra el presidente Manuel Quintana. Entre otros temas tratados, se recomendaba sus asociados “no dejarse conducir presos sin causa justificada, llegando hasta la violencia trágica para poner coto a esos abusos policiales, debiendo las sociedades a que pertenecen prestarles ayuda material y moral”. Con respecto a la propuesta de la UGT, el congreso responde que:

Que el quinto congreso reconoce inútil, ineficaz y contraproducente todo pacto solidario escrito con la Unión General de Trabajadores, y recomienda al Consejo Federal la edición de un folleto y su gran difusión en el que se expliquen las causas de esta actitud del congreso y las razones que han primado en estas resoluciones.
Y al propio tiempo, como la FORA no tiene absolutamente nada que ver con idealismos que pudieran dividir al obrero, acogerá en su seno a todos los obreros o grupos de obreros que deseen ingresar en sus filas.
Así como también le guía al congreso la consideración dé que la solidaridad no se decreta, es inherente a la especie.
V Congreso de la FORA.

El congreso estableció luego de tres horas de debate, por 54 votos a favor contra dos, la célebre declaración de principios finalista presentada por la Federación Obrera Local Rosarina, la Federación Obrera Local de Santa Fe, los Panaderos de Lincoln y la Federación Obrera Regional Uruguaya.

Los delegados del V Congreso de la FORA, a fin de que las sociedades obreras no detengan su acción emancipadora en la conquista de mejoras inmediatas, las que prontamente serán arrebatadas, si en los trabajadores no existe un conocimiento bien definido de sus derechos y deberes, hacen la siguiente declaración:
El quinto Congreso Obrero Regional Argentino, consecuente con los principios filosóficos que han dado razón de ser a la organización de las federaciones obreras, declara: que aprueba y recomienda a todos sus adherentes la propaganda e ilustración más amplia, en el sentido de inculcar en los obreros los principios económicos y filosóficos del comunismo anárquico. Esta educación, impidiendo que se detengan en la conquista de las ocho horas, les llevará a su completa emancipación y por consiguiente a la evolución social que se persigue.
V Congreso de la FORA.

### El debate sobre el finalismo
La FORA desde entonces fue un sindicalismo con definición ideológica y una propuesta finalista. Los sindicatos opositores a la FORA, y los partidos socialista, radical y años después los comunistas, eran críticos a su definición ideológica anarcocomunista, e "insistían con liberar a los sindicatos de cualquier definición ideológica, por ser estas un obstáculo para la unidad de la clase trabajadora. Para ellas todo lo que atentase contra la neutralidad del sindicalismo no podía ser más que dogmático y sectario".
Dos años después, fracasó el primer intento de unificar la FORA y la UGT (socialista). Frente a las críticas de los denominados sindicalistas puros y de los socialistas, que priorizaban la unidad de clase en pos de la obtención de beneficios económicos, los foristas argumentaban que:

El odio común al burgués y las comunes necesidades del asalariado pueden determinar en un momento dado esa ‘unidad de clase’. Pero en cuanto se pone en el tapete el problema social, surgen los antagonismos y sobreviene la división. ¿Cómo armonizar, en una huelga, a los que sostienen la necesidad de someter sus exigencias a un tribunal arbitral y los que se oponen a toda medida de conciliación basando su triunfo en una acción directa y revolucionaria? Y en el supuesto de que los trabajadores se encuentren frente a la realidad de una revolución triunfante, ¿acaso conservan por ello ‘su unidad de clase’? ¿No surge de inmediato el problema ideológico, determinando el choque entre los partidarios de las diferentes teorías de reconstrucción social?”
La Organización Obrera, 1924.

En esa oportunidad el destacado anarquista italiano Luigi Fabbri, presente en Buenos Aires, criticó duramente la táctica de los anarquistas argentinos de identificar la federación y los sindicatos con la ideología anarquista:

No quisiera ser mal profeta, pero mucho temo que tarde o temprano, este error táctico, será duramente pagado por nuestro movimiento en la República Argentina. (La organización sindical), para no ser dogmática o autoritaria, debe evitar toda afirmación que pueda dividir a la masa proletaria según especiales preocupaciones de partido... (Pone) moralmente en condiciones de inferioridad a los adversarios solo porque están en minoría. Equivale decir a los obreros que no piensan como nosotros: ¡Idos!

Por su parte los anarquistas de la FORA no aceptaban el sindicalismo neutro, sin una explícita definición ideológica, de la misma forma que no consideraban al "unionismo" una táctica válida. A estas críticas de los socialistas, sindicalistas puros y anarquistas como Luigi Fabbri respondían:

"Toda organización, finalista como pretendidamente neutral, descansa sobre bases ideológicas que son los principios generales que la inspiran. Toda asociación presupone la presencia de una idea, de un principio, de una finalidad".
Mario Anderson Pacheco

Esta postura era tan característica de la FORA y su ideología tan radicalizada, que llevó a los delegados durante la reorganización de la Asociación Internacional de los Trabajadores durante las sesiones de los Congresos de 1920 y 1922, en Berlín, a adherirse de forma condicional a la organización internacional.

### Intensificación de la actividad gremial. VI Congreso
Durante 1906 y 1907 la FORA realizará una muy intensa acción gremial. En 1906 los conflictos gremiales ascendieron a 323, con un promedio permanente de 600 trabajadores en conflicto según informes del Ministerio del Interior; en 1907 se produjeron 254 huelgas. El coronel Ramón L. Falcón, jefe de la policía de la Capital, encabezó una represión intensiva contra los anarquistas, con todo tipo de medidas de excepción para detener la actividad propagandística revolucionaria y el avance del movimiento obrero. Se cerraron numerosas publicaciones y locales libertarios. El periódico La Protesta, será especialmente blanco de los ataques de Falcón durante 1906, pero en 1910 alcanzará los 16000 ejemplares diarios.
Debido a que muchos integrantes de la Federación seguían insistiendo con el intento de unificación que el V Congreso había desechado, esta propuesta se impulsaría durante el VI Congreso, que tuvo sesión del 19 al 23 de septiembre en Rosario. Entre los principales impulsores del pacto solidario se encontraba el sindicalista Pascual Guaglianone. Pero muchos anarquistas desconfiaban de la sinceridad de los socialistas y sindicalistas de la UGT.
Se acordó incrementar la lucha por la derogación de la Ley de Residencia, se propuso a las Sociedades de Resistencia que organicen escuelas y bibliotecas para la educación integral de los obreros, y la intensificación propagandística a fin de impulsar un movimiento huelguista de inquilinos, constituyendo un Comité Pro Rebajas de Alquileres. Se resolvió que las huelgas por aumento de salarios exijan que no se aumente el precio del bien producido. Finalmente, se promueve un congreso de unificación de la clase obrera argentina.
Esta unidad se alcanzaría en la huelga general del 25 de enero de 1907, en solidaridad con los conductores de carros de Rosario, de la que participarían unos 150.000 trabajadores (80.000 en Buenos Aires). La FORA y la UGT emitieron una circular conjunta. El 27 de enero triunfó finalmente la huelga, cediendo el Gobierno a la presión. Como consecuencia del triunfo obrero, el Consejo Federal de la FORA promovió una consulta a las sociedades adheridas, que contenía la pregunta: "¿Está de acuerdo esa sociedad en que se celebre el congreso de unificación?" El congreso de unificación se reunió en el Teatro Verdi de Buenos Aires del 28 de marzo al 1 de abril de 1907, contando con la adhesión de 69 sociedades obreras de la FORA, 30 de la UGT y 36 autónomas. Luego de intensos debates, el congreso logró una unidad nominal pero desnudó las irreconciliables diferencias entre anarquistas y socialistas:

El estado de ánimo de los congresales estaba inclinado en gran mayoría en favor de los anarquistas y toda discusión estaba determinada previamente por ese estado de ánimo. Quizás se haya abusado un poco de la propia fuerza para aplastar al adversario.
Diego Abad de Santillán

Luigi Fabbri manifestó su disgusto con la actitud de la FORA el 28 de mayo de 1907:

Por eso hemos sido dolorosamente sorprendidos con el resultado del congreso de unificación obrera de la República Argentina, fracasado porque nuestros compañeros, aprovechándose de estar en mayoría, quisieron que el congreso recomendase formalmente, con una resolución, la propaganda del comunismo anárquico, poniendo así en una injusta condición de inferioridad a los trabajadores socialistas, no anarquistas. Lejos de imitar a los compañeros argentinos (por otra parte se que también allí ha habido anarquistas de mi opinión), yo creo que los compañeros de Italia y de Europa deben cuidarse bien de seguir el ejemplo.
Luigi Fabbri

La declaración de principios y el pacto de solidaridad de la FORA fueron votados afirmativamente casi por unanimidad; pero al llegar a la recomendación del comunismo anárquico, varios gremios de la UGT se retiraron del congreso por asumir que la mayoría era proclive a aceptar este punto acordado en 1905. En cambio, la mayoría de las organizaciones autónomas se sumaron a la FORA

### La huelga de inquilinos de 1907

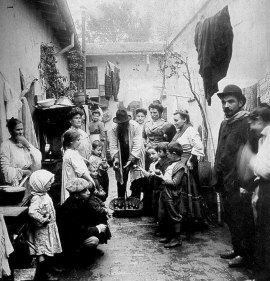
Uno de los patios internos de un conventillo de Buenos Aires.

Los días 2 y 3 de agosto de ese año, la FORA declaró la huelga general en Bahía Blanca debido al asesinato de dos obreros remachadores en el puerto de Ingeniero White. En agosto de 1907, ante el aumento de los alquileres, los inquilinos se declararon en huelga y tomaron la decisión de no pagar. Se trató de un enorme movimiento en el que participaron más de 140.000 personas en 2400 conventillos de Buenos Aires, Rosario y Bahía Blanca.
La FORA logró organizar el movimiento creando comités y subcomités en todos los barrios. La huelga duró tres meses y finalmente muchos propietarios aceptaron mantener los alquileres sin aumentos.
Eduardo Gilimón, testigo de los acontecimientos, lo relataba vívidamente:

Socialistas, anarquistas y hasta algunos políticos sin contingente electoral, habían en todo tiempo clamado contra el alza constante de los alquileres, excitando al pueblo, ora a la acción directa, ora a la electoral, según que el orador era un anarquista o tenía tendencias políticas...

Un buen día se supo que los vecinos de un conventillo habían resuelto no pagar el alquiler de sus viviendas, en tanto que el propietario no les hiciese una rebaja. La resolución de esos inquilinos fue tomada a risa y a chacota por media población.
Pronto cesaron las bromas. De conventillo a conventillo se extendió rápidamente la idea de no pagar, y en pocos días la población proletaria en masa se adhirió a la huelga.
Las grandes casas de inquilinato se convirtieron en clubes. Los oradores populares surgían por todas partes arengando a los inquilinos e incitándoles a no pagar los alquileres y resistirse a los desalojos tenazmente.
Se verificaban manifestaciones callejeras en todos los barrios, sin que la policía pudiese impedirlas, y pronto con un espíritu de organización admirable se constituyeron comités y subcomités en todas las secciones de la Capital.
En los juzgados de paz las demandas por desalojo se aglomeraban de un modo que hacía imposible su despacho. Empezaron los propietarios a realizar algunas rebajas, festejadas ruidosamente por los inquilinos y sirviendo de incentivo en la lucha a los demás.
Eduardo Gilimón (1911): «Hechos y comentarios», en el diario La Protesta (Montevideo), págs. 62-23

El Gobierno detuvo y deportó a los anarquistas mientras las fuerzas policiales realizaban algunos desalojos. La represión recrudeció, hubo enfrentamientos callejeros, y finalmente la sociedad se conmovió con el asesinato de Miguel Pepe, un orador y activista anarquista de 15 años de edad, cuyo entierro derivó en una manifestación multitudinaria, como último acto de la huelga. La FORA esperó para declarar la huelga general el acuerdo de los sindicalistas que se le habían sumado y declarándola dos meses después, con poca repercusión.

### Masacre del 1 de mayo de 1909
Por esos años la prensa gremial no se reducía al periódico Organización Obrera ―órgano oficial de la FORA― sino que se sumaron numerosas publicaciones de las organizaciones adheridas, gran parte de las cuales eran de clara tendencia anarquista.
El 28 de febrero de 1908, el joven anarquista de 21 años Francisco Solano Regis lanzó una bomba contra el presidente de la república Figueroa Alcorta, que no alcanzó a explotar.
El atentado generó un intenso debate en el movimiento obrero. Para ese año la FORA contaba ya con federaciones locales en Buenos Aires, Rosario, Santa Fe, La Plata, Tucumán, Paraná y Mendoza, aunque su influencia se extendía más allá de los obreros directamente afiliados; durante ese año la crisis económica provocó 118 conflictos gremiales. En su séptimo congreso, la FORA se declaró a favor de promover una federación internacional obrera, declarando su apoyo a la internacional anarquista de Ámsterdam realizada el año anterior.

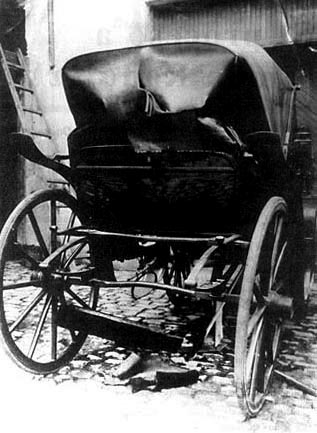
Coche en el que viajaba el Jefe de Policía Ramón Falcón, destruido por la bomba de Radowitzky.

Durante febrero de 1909 se produjeron importantes conflictos gremiales en Rosario, con enfrentamientos callejeros con la policía. El 1 de mayo en Buenos Aires en la manifestación obrera organizada por la FORA se reunieron unas 30 000 personas, que fueron atacadas con armas de fuego por el escuadrón de seguridad bajo las órdenes del comisario Ramón Falcón. La multitud se dispersó dejando 8 obreros asesinados, y 105 heridos. La FORA respondió declarando una huelga general al día siguiente, a la que se sumó también la UGT, involucrando a 300.000 obreros en la protesta. La policía clausuró locales gremiales y anarquistas, y arrestó a un millar de obreros. El conflicto prosiguió y durante los días 2, 3 y 4 de mayo continuaron las manifestaciones y se produjeron más heridos. La radicalización del movimiento hizo que el Gobierno aceptase los reclamos, levantando las clausuras y liberando a los detenidos. Estos hechos son conocidos como la semana roja.
El 13 de octubre de 1909, con motivo del asesinato de Francisco Ferrer y Guardia en Montjuich, la FORA organizó un acto público con una asistencia de 20.000 personas, durante el cual se proclamó solidariamente una huelga general de cuatro días. El 14 de noviembre, en represalia por los obreros asesinados en la masacre del 1 de mayo, el joven anarquista ruso Simón Radowitzky, arrojó una bomba contra el coche ocupado por el jefe de policía Falcón y su secretario Lartigau, que resultaron muertos. El atentado conmocionó a la sociedad argentina, y se desató una represión feroz, asaltando a los locales obreros y anarquistas. Se detuvieron a millares de militantes y se deportó a centenares de extranjeros, entre los cuales figuraba Juan Bianchi, secretario general de la FORA. Los detenidos fueron alojados en un buque de la armada, destinado a prisión flotante, donde se cometieron terribles vejámenes contra los obreros detenidos. El estado de sitio y la represión si bien complicaron el accionar de las organizaciones gremiales, no detuvieron al movimiento popular espontáneo y autoorganizado, que se manifestaría con mayor fuerza al año siguiente.

### La represión del Centenario
En 1910 se cumplía el primer centenario de la Revolución de Mayo y el Gobierno organizó imponentes celebraciones, cuya parafernalia nacionalista causaron el rechazo de la mayor parte del movimiento obrero anarquista y socialista. El movimiento anarquista había adquirido tales proporciones que La Protesta incorporó a su edición matutina otro periódico vespertino, que se llamó La Batalla. En abril, se realizó el VIII Congreso de la FORA, reafirmando su posición antipolítica, es decir, argumentando que para ser delegado de sus organizaciones no se debía ejercer ningún cargo político. También se acordó brindar apoyo material y moral a Simón Radowitzky, detenido en el Penal de Ushuaia, destacando su “heroísmo y abnegación”. Era el momento de apogeo del anarquismo en Argentina y la confrontación se tornó inevitable.

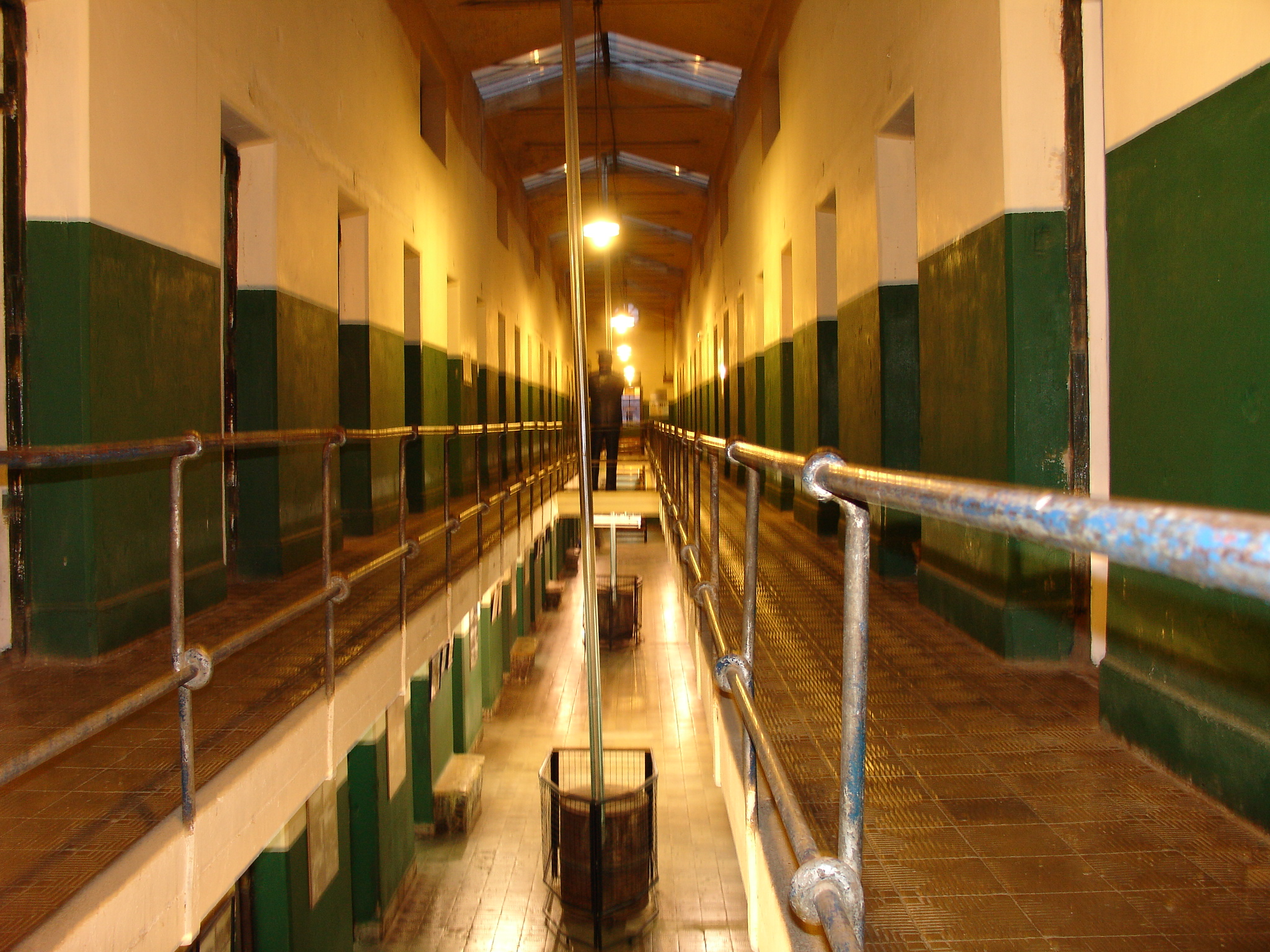
Presidio de Ushuaia.

El acto del 1 de mayo transcurrió sin incidentes, pero como se temían acciones huelguísticas durante la semana de celebraciones inmediata al 25 de mayo, el Gobierno se preparó para accionar. El día 18 de mayo los gremios socialistas de la Confederación Obrera Regional Argentina (CORA), la nueva denominación que adoptó la UGT, declararon la huelga general. La FORA amenazó con adherirse a la medida si el Gobierno no accedía a las demandas obreras. El Gobierno reaccionó inmediatamente, declarando el estado de sitio el día 14 de mayo, deteniendo a los directores de La Batalla y La Protesta, al Consejo Federal de la FORA y el Comité Central de la CORA. Se organizaron manifestaciones nacionalistas antiobreras, asaltando los locales anarquistas, socialistas y gramiales, y destrozando las redacciones de La Protesta y La Vanguardia. Las barriadas obreras reaccionaron a los ataques, y se produjeron muertos y heridos en ambos bandos, y aunque existieron sabotajes que empañaron los festejos, finalmente el Gobierno pudo cumplir con el programa de la celebración.
La reacción gubernamental golpeó fuerte a los anarquistas, aprobando la "Ley de Defensa Social" y se suspendieron la libertad de imprenta, el derecho de manifestación, de asociación y de reunión. Se deportó al extranjero y se detuvo a centenares de militantes, trasladándolos al Penal de Ushuaia. El periódico La Protesta pasó a editarse temporalmente en Montevideo, pero pronto se comenzó a imprimir clandestinamente en Buenos Aires a mediados de 1911.
La actividad represiva del estado nacional sobre el anarquismo y la FORA causó un reflujo del activismo libertario y gremial durante los años siguientes. Durante 1911, 1912 y 1913 comenzaron lentamente a resurgir algunos periódicos anarquistas y obreros, y el activismo gremial protagonizó un centenar de huelgas por año. Recién se declaró la primera huelga general desde el Centenario los días 24 y 25 de octubre de 1913.

### División de la FORA (1915)
En septiembre de 1914, la CORA (Confederación Obrera Regional Argentina) ―luego de realizar numerosas deliberaciones y debates― acuerda la disolución de la organización ingresando en bloque a la FORA. Esta incorporación de centenares de militantes y delegados no anarquistas en la FORA no iba a estar exenta de provocar conflictos al interior de la FORA. En 1915, durante el IX Congreso de la FORA un conjunto de gremios adheridos decidió eliminar de la declaración de principios la adhesión a la finalidad del "comunismo anárquico", a fin de favorecer la fusión con los gremios provenientes de la CORA. Un mes más tarde, un total de 21 gremios desconocieron el IX Congreso y eligieron un Consejo Federal. Ello produjo una ruptura y a partir de entonces funcionaron dos federaciones separadas: la del Noveno Congreso adquiriendo un carácter de "sindicalismo neutral" y la del Quinto Congreso, adoptando un carácter finalista (comunista anárquico) y anarquista.

La supresión de la declaración del Quinto Congreso, que existía virtualmente desde el primer instante como distintivo de la organización, privaba a la FORA de su significación particular. Hubo, pues, disconformidad, al comienzo reducida, pero luego creciente. Si los anarquistas disconformes hubiesen permanecido dentro del conjunto concurrente al Noveno Congreso, al poco tiempo se habrían convertido otra vez en mayoría, porque muchos de los elementos no podían seguir largo tiempo la marcha impuesta por la FORA y habrían mostrado pronto sus inclinaciones reformistas; de esa forma, la escisión habría partido, como en 1902, de los mismos pregoneros de la fusión. Pero optaron por salir y desconocer la labor de ese Congreso, dándolo por no realizado. Era en verdad solo una minoría la francamente disidente; muchos anarquistas estaban dispuestos a la cooperación con los adversarios de ayer, creyéndoles de buena fe hoy.
Diego Abad de Santillán

### FORA del IX Congreso
El sindicato más poderosos e influyente de la FORA del IX Congreso era la Federación Obrera Marítima (FOM).
La FORA del IX Congreso jugó un papel central en varios hechos históricos del movimiento obrero argentino como la Semana Trágica de 1919, la Patagonia Rebelde en 1921/1922, y las primeras huelgas de los hacheros del quebracho y de los mensúes de la yerba mate en el norte (Robles 1987). En la mayoría de los casos terminó traicionando a los trabajadores, y negociando con el Estado.
La FORA del IX Congreso, se fusionó en 1922 con otros sindicatos para formar la Unión Sindical Argentina (USA) que luego a su vez se integraría a la CGT.
Entre los militantes más conocidos de la FORA del IX Congreso se encontraban el Sebastián Marotta (sindicalista revolucionario, linotipistas), José Fernando Penelón (comunista), Adrián Patroni (socialista), Francisco García (sindicalista revolucionario), Jacinto Oddone (socialista), Juan Antonio Morán (marítimos-anarquista).

### FORA del V Congreso (anarquista)

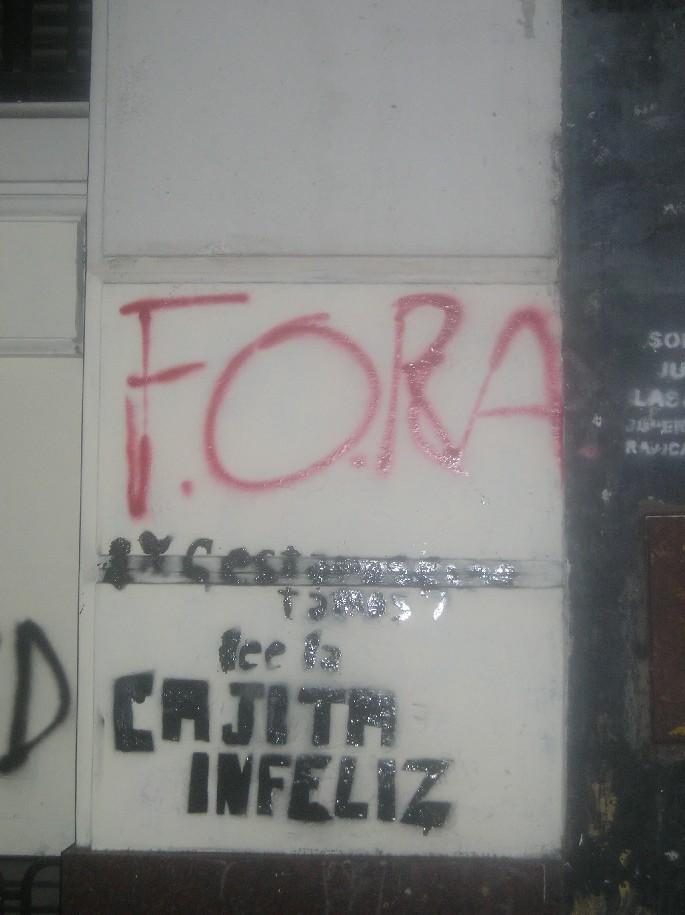
Pintada de la FORA anarquista en Buenos Aires, 2006

Luego de la división de la FORA, la FORA del V Congreso, también conocida como FORA anarquista perdió fuerza, ya que los sindicatos más importantes como los ferroviarios, los trabajadores marítimos, los de la carne, etc., fueron cooptados por la FORA del IX Congreso y años después por la CGT.
Como vocero no oficial de la FORA, aunque manteniendo independencia de la organización, estaba el famoso periódico anarquista La Protesta, dirigido por Diego Abad de Santillán y Emilio López Arango, que llegó a tener un tiraje de 60.000 ejemplares (Atán). Tuvo una actuación relevante en la Semana Trágica de 1919 y en las huelgas obreras de la Patagonia en 1921-1922.
La FORA del V Congreso siguió actuando luego del golpe de Estado de 1930, aunque cada vez con menor presencia. El último gran conflicto impulsado por esta organización fue la huelga de los obreros portuarios de 1956, que alcanzó seis meses de duración. Sin embargo, nunca fue disuelta, y aún en el presente sigue reuniendo a militantes individuales y algunas sociedades de resistencia a pesar de que en la Argentina existe una legislación laboral que excluye a los sindicatos minoritarios y de oficios varios.

## Los grandes conflictos
Durante 1917 se produjeron 138 huelgas y la represión causó 26 obreros muertos y más de 100 heridos en enfrentamientos con la policía. En marzo la actividad represiva del Gobierno alcanzó a los obreros del frigorífico Firmat-Zárate, que estaban en huelga. La FORA del V Congreso declaró una huelga general en represalia. La FORA del IX Congreso, en cambio, desautorizó y reprobó la medida mediante una proclama difundida en forma de afiches en las calles. El 10 de junio en Plaza Once fue atacado un acto de la FORA por las autoridades, asesinando a varios obreros.
En diciembre se declaró la huelga en los frigoríficos Swift y Armour, participando 11 000 obreros. La patronal expulsó de los establecimientos a los delegados sindicales anarquistas, y presionan para que los trabajadores se desafilien de la FORA del V Congreso. Paralelamente, la FORA del IX solicitó que en los conflictos obreros interviniese la policía y el poder ejecutivo, enviando delegaciones a la Casa Rosada. A fines de 1918 -año en que se produjeron 196 huelgas- se produjo un nuevo Congreso en la FORA sindicalista, y se tomó la decisión de tratar de evitar la huelga general como método y renunciar a cualquier tipo de aspiración revolucionaria.

### La Semana Trágica
El 2 de diciembre de 1918 declararon la huelga los obreros de los talleres metalúrgicos Vasena, afiliados a la FORA anarquista. El 3 de enero de 1919 se producen incidentes entre los huelguistas y las fuerzas represivas. El día 7 de enero la policía asalta a un grupo de trabajadores dejando cerca de 30 muertos. Así se inicia la Semana Trágica. La FORA del V Congreso declaró la huelga general el día 8, extendiéndose la huelga a Mar del Plata, Rosario, Santa Fe, y otras ciudades; la FORA del IX Congreso se ve forzada a adherir a la medida. Durante la procesión por el entierro de los obreros masacrados por la policía, se produjo una nueva represión, acrecentando el saldo de víctimas mortales. La manifestación que participaba de la procesión hasta el Cementerio de la Chacarita alcanzaba las 200.000 personas, y enardecida la multitud cometió saqueos a las iglesias, armerías y comisarías; mientras tanto, los talleres Vasena fueron atacados e incendiados, sucediéndose enfrentamientos por toda la ciudad.
El 11 de enero, la FORA del IX Congreso acordó con el Gobierno el fin de la huelga y llamó a la vuelta al trabajo, pero la FORA anarquista continuó con la medida, enfrentando en soledad la represión militar, policial y para-policial, esta última ejercida por los jóvenes burgueses de la Liga Patriótica Argentina. A mediados de enero el conflicto finalizó y la FORA anarquista fue declarada ilegal, prohibiéndose todos los periódicos anarquistas. Durante 1919 se produjeron 367 huelgas, la mayor cantidad de conflictos gremiales de la historia argentina.
El 20 de junio de 1920 la FORA del V Congreso y acordó junto a la Federación Agraria Argentina actuar conjuntamente. Durante septiembre de ese año la FORA anarquista celebró un Congreso Extraordinario con la asistencia de más de 400 organizaciones obreras, aumentando a 600 en los años siguientes, con más de medio millón de trabajadores afiliados.

### Las grandes huelgas patagónicas
La Federación Obrera Regional Argentina había organizado en Río Gallegos, Provincia de Santa Cruz, la Sociedad Obrera de Río Gallegos dirigida por el anarquista español, Antonio Soto (conocido como El Gallego Soto). Santa Cruz era un centro de producción de lana con destino a la exportación, con grandes latifundios y frigoríficos ingleses. La baja demanda de los stocks de lana que estaban acumulados al finalizar la Primera Guerra Mundial, darán lugar a una crisis regional. Esta afectó a los estancieros y comerciantes, pero repercutió aún más sobre los trabajadores laneros y los peones rurales, que vivían en condiciones miserables.

La jornada normal de los obreros de ese entonces era de 12 horas, la de los esquiladores y los arrieros rondaba las 16 horas; los salarios eran ínfimos, y frecuentemente eran pagados en bonos o en moneda extranjera que al cambiarla en los comercios era tomada por un valor menor. El único día de descanso era domingo. 

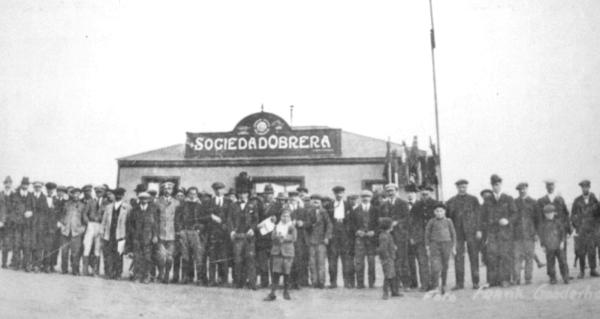
Frente del local de la Sociedad Obrera de Río Gallegos (1920).

Una huelga de protesta en septiembre de 1920 contra las arbitrariedades de la autoridad policial, el boicot a tres comerciantes ligados a la Sociedad Rural y la detención de los dirigentes de la Sociedad Obrera, profundizó el enfrentamiento. Acudieron delegados de toda la provincia, que discutieron las medidas a exigir a la Sociedad Rural. En esta situación, los obreros congregados en la Sociedad Obrera de Río Gallegos presentaron a la patronal un pliego de reivindicaciones exigiendo un mejoramiento de las condiciones laborales.
Entre otras demandas, los obreros exigían que en recintos de 16 m² no durmieran más de tres hombres, que se entregase un paquete de velas a cada obrero mensualmente, que no se trabajase los sábados, un mejoramiento de las raciones de alimentos, un sueldo mínimo mensual de 100 pesos y el reconocimiento de la Sociedad Obrera como el único representante legítimo de los trabajadores, aceptando el nombramiento de un delegado como intermediario entre las partes en conflicto. Este pliego fue rechazado por la organización que nucleaba a los estancieros, la Sociedad Rural. La respuesta de los trabajadores fue declarar la huelga general en toda Santa Cruz.
El 1 de noviembre de 1920 se declara la huelga general. La Sociedad Obrera en una asamblea en que se discutían los pasos a seguir, radicaliza su posición al prevalecer la tendencia de la FORA del V Congreso (anarquista), por sobre la de la FORA del IX Congreso (sindicalista). Entonces, Antonio Soto viaja clandestinamente a Buenos Aires, a buscar apoyo y solidaridad en el Congreso de la FORA del IX que se realizaba en esos días. Si bien la Sociedad Obrera de Río Gallegos estaba adherida a la FORA del IX Congreso, solamente recibieron apoyo de los miembros de la FORA del V Congreso, ya que los dirigentes de la FORA sindicalista se oponían a una acción radicalizada que debilitase al Gobierno de Yrigoyen, con quien tenían abiertos canales de diálogo. Como consecuencia, se produjo una ruptura entre la Sociedad de Río Gallegos y la FORA del IX Congreso, cuya actuación se centró en bajar la conflictividad de la huelga y negociar con la patronal. En Puerto Deseado y en Puerto San Julián también se declara la huelga general, liderada por anarquistas, plegándose los ferroviarios y los empleados de La Anónima. El 17 de diciembre la policía asesina al huelguista Domingo F. Olmedo. Los huelguistas continuaron tomando como rehenes a policías, estancieros y al personal administrativo de los establecimientos rurales, incautando las armas y los alimentos para el sustento de las columnas movilizadas. En la región de Lago Argentino, los obreros se organizaron en columnas y marcharon por las estancias levantando a la peonada, movilizándose de un lugar a otro, para evitar las represalias policiales y dirigirse hacia Río Gallegos. El 4 de enero, al llegar al paraje denominado El Cerrito, la policía los atacó con armas de fuego. Como resultado del combate, hubo varios policías y obreros muertos y heridos.
Mientras tanto, las tropas del Ejército comandadas por el teniente coronel Héctor Benigno Varela llegan a Puerto Santa Cruz el 2 de febrero y se trasladan de inmediato a Río Gallegos. El gobernador Yza acuerda con Varela no recurrir a la represión, y se entrevistan con los huelguistas en la estancia El Tero el 15 de febrero. Las condiciones eran deponer las armas y la liberación de los rehenes. A cambio se reconocían gran parte de las demandas de los trabajadores, aceptándose un convenio que los patrones habían propuesto a los obreros con fecha 30 de enero.
Al día siguiente se levanta la huelga, mientras se vivía un clima de triunfo en la Sociedad Obrera.

Una vez que las tropas de Varela regresaron a Buenos Aires, las represalias de los estancieros y la policía se desatan sobre los integrantes de la Sociedad Obrera. Hubo detenidos sin justificación, despedidos y asesinados. Los obreros volvieron a la huelga. 

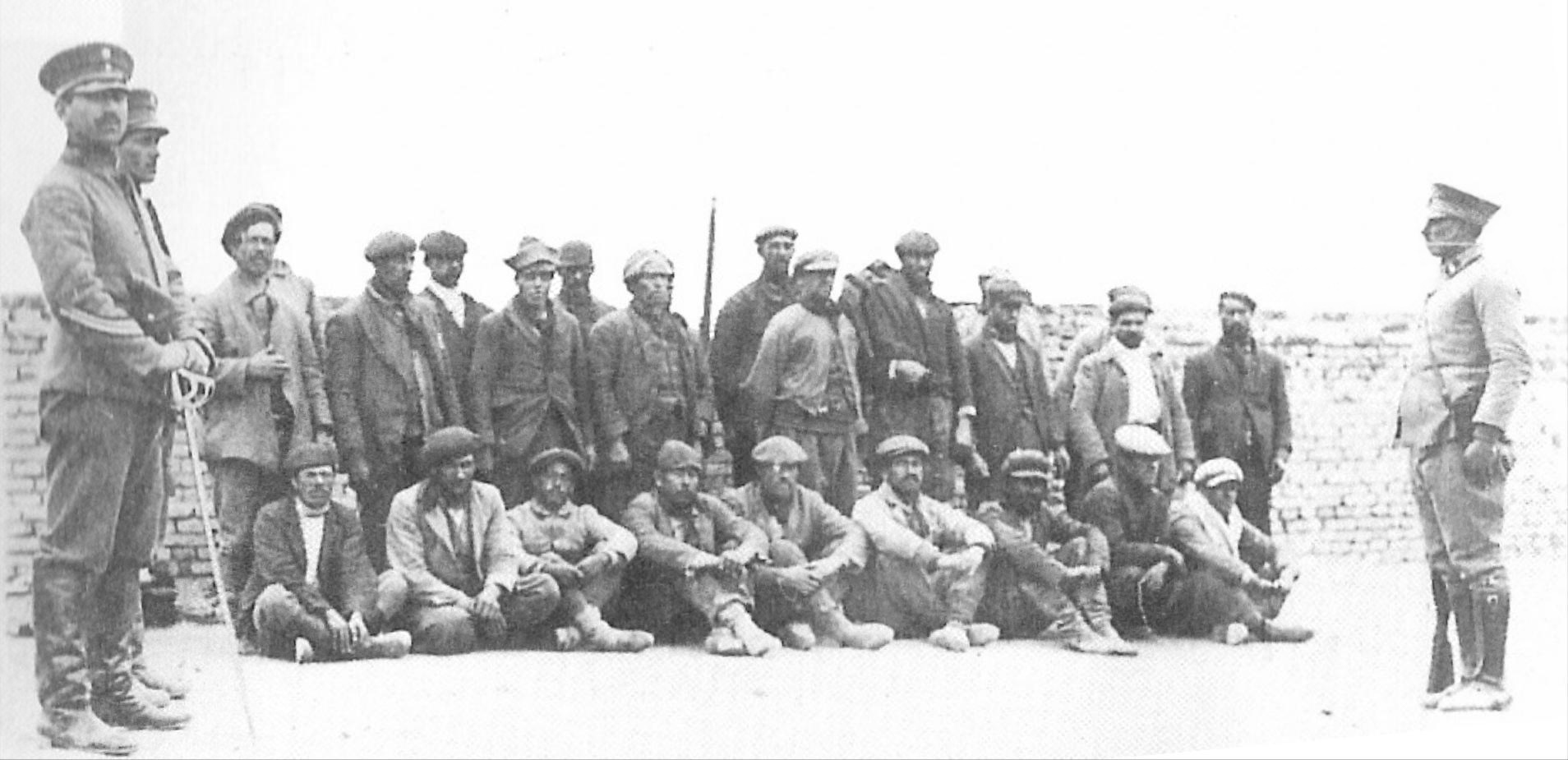
Obreros detenidos aguardan ser identificados

El 24 de octubre se allanaron y clausuraron los locales de la Federación Obrera de Río Gallegos, Puerto Deseado, San Julián, Puerto Santa Cruz y se arrestaron a los dirigentes obreros. Antonio Paris, secretario general de la Federación Obrera es detenido y torturado por la policía; luego será deportado junto con otros dirigentes obreros. Se declara la huelga general en Santa Cruz. El presidente argentino Hipólito Yrigoyen decidió el envío de tropas del Regimiento 10° de Caballería, dividiéndola en 2 cuerpos. El principal era comandado por el jefe de la expedición, el teniente coronel Varela, y el segundo cuerpo era comandado por el capitán Elbio C. Anaya. Partieron el 4 de noviembre de 1921.
Varela contaba con una tropa de 200 hombres bien pertrechados, mientras que los huelguistas rondaban los dos millares, pobremente armados. Si bien se discuten las razones que lo llevaron a hacerlo, por órdenes del Gobierno Nacional o guiado por su propio criterio, lo cierto es que Varela impuso la "pena de fusilamiento" contra los peones y obreros en huelga.
El ejército perseguirá a los huelguistas, los irá atrapando y fusilando sumariamente. La campaña finalizó el 10 de enero de 1922. En total, alrededor de 1500 obreros y huelguistas resultaron muertos.

## Actualidad
Actualmente, la FORA no es estrictamente una organización anarcosindicalista, ya que «aunque constituida por gremios y entidades profesionales, no tiene las características generales de una organización propiamente sindical y mucho menos las de un partido. Podría definirse como una expresión de anarquismo obrero militante, con abierta significación en principios y finalidades anárquicas. La FORA responde más a un fundamento ideológico que a un nexo clasista».
En los años 60 y 70 viejos militantes anarquistas, en unión a jóvenes afines a las ideas anarquistas reconstuyeron la FORA, que continúa en la actualidad organizada en Sociedades de Resistencia de Oficios Varios.
Estuvo adherida a la Asociación Internacional de los Trabajadores (AIT) como sección argentina de esta organización mundial, desde el año 1922 hasta 2016 que acuerda abandonar esta organización sumándose al impulso de refundación de la internacional anarcosindicalista y sindicalista revolucionaria que terminaría dando sus frutos en el congreso de Parma de 2018 con la fundación de la Confederación Internacional del Trabajo.
La crisis económica y social argentina desde finales de los 90 ha hecho que la Federación tenga un crecimiento continuo en los últimos años.
En la actualidad, la FORA continúa como una organización obrera anarquista. Sus actividades son de tipo propagandístico, apoyando, activando y solidarizándose con los conflictos gremiales. Propugna la creación de Sociedades de Resistencia y asociaciones de trabajadores independientes.
Al día de hoy hay Sociedades de Resistencia adheridas a la FORA en Capital Federal; San Martín (Gran Buenos Aires); Zona Norte del Gran Buenos Aires; Lomas de Zamora (Gran Buenos Aires); Neuquén; Rosario (Santa Fe); Comarca Andina (Chubut); Colón (Entre Ríos); Santa Rosa (La Pampa); La Plata (Buenos Aires) y Bahía Blanca (Buenos Aires).
A nivel regional edita el periódico Organización Obrera, en tanto que varias de las organizaciones adheridas publican boletines locales.